# Stjernenatten
Stjernenatten er et maleri af Vincent van Gogh fra juni 1889. Det er udført i olie på lærred og fylder 73,7 × 92,1 cm. Det opbevares på Museum of Modern Art i New York. Vincent Van Gogh malede det da han var indlagt på  Saint-Paul-de-Mausole sindssygehospital i Saint-Remy-de-Provence da han havde skåret en del af sit venstre øre af med en baberkniv efter han havde truet Paul Gauguin med den.
| Kunst | Spire Denne artikel om kunst er en spire som bør udbygges. Du er velkommen til at hjælpe Wikipedia ved at udvide den. |